# ليونارد ويليام فرازير
ليونارد ويليام فرازير هو سياسي كندي، ولد في 1 أبريل 1902، وتوفي في 18 سبتمبر 1957. انتخب عضو مجلس نواب نوفا سكوتيا.